# 苺田さんの話
『苺田さんの話』（いちごださんのはなし）は、小沢真理による日本の漫画作品。2006年から2010年に、『Kiss』（講談社）において連載された。単行本は講談社コミックスキスより全6巻が発行された。

## 概要
東京で一人暮らしをする青年と、着せ替え人形の姿をした地球外知的生命体が共に暮らすうちに深い友情を育む様子を描いた作品。

## あらすじ
ボロアパートで一人暮らしを始めた専門学校生・衣温は、自分の部屋で、言葉を話すリナちゃん人形と出会う。人形には、肉体を持たない地球外知的生命体が入っていた。衣温はその生命体を苺田アンと名づけ、他人に苺田さんの正体を知られないように苦心しながら一緒に暮らし始める。やがて、衣温と苺田さんは、さまざまな共通体験をしたり、それぞれの思いを語り合ったりする中で、深い友情を育んでいく。

## 主な登場人物
苺田 アン（いちごだ アン）
地球とは違う異空間から来た地球外知的生命体。肉体を持たず、動物や物に入ることができる。着せ替え人形のリナちゃんの姿で衣温と出会う。名前は無かったが、衣温が苺大福など苺全般が好きだったことから命名した。
臼井 衣温（うすい いおん）
東京のデザイン専門学校1年生。人には天然の性格と言われるが、自分ではそれを強く否定。苺田さんの存在を素直に受け入れ、一緒に暮らし始める。他人に苺田さんの正体がバレないようにさまざまな苦労をする。
寺野 風人（てらの ）
衣温の隣の部屋の住人で先輩。同じデザイン専門学校のバッグデザイン科3年生。北海道出身。老舗の鞄店・テラノカバンの跡取り。
岡田 リリカ（おかだ リリカ）
衣温と同じデザイン専門学校のファッション情報科の学生。ファッション雑誌のモデルでもある美人。ファッションに関わっていたいという自分の将来ビジョンを持っている。寺野に思いを寄せている。
宗方 洋祐（むなかた ようすけ）
同じデザイン専門学校のファッションデザイン科学生。衣音の先輩だが、1年休学したため衣温と同級生。

## 書誌情報
- 小沢真理 『苺田さんの話』 講談社〈講談社コミックスキス〉、全6巻
  1. 2007年2月13日初版発行[1]、ISBN 978-4-06-340635-1
  2. 2007年12月13日発売[1]、ISBN 978-4-06-340680-1
  3. 2008年7月11日発売[1]、ISBN 978-4-06-340711-2
  4. 2009年4月13日発売[1]、ISBN 978-4-06-340745-7
  5. 2009年10月13日発売[1]、ISBN 978-4-06-340771-6
  6. 2010年5月13日発売[1]、ISBN 978-4-06-340799-0